# 作東郵便局
作東郵便局（さくとうゆうびんきょく）とは、岡山県美作市にある郵便局。民営化前の分類では集配特定郵便局であった。

## 概要
住所：〒709-4299 岡山県美作市江見486-1

## 沿革
- 1874年（明治7年）12月16日 - 開設。
- 1989年（平成元年）7月17日 - 作東郵便局に改称。
- 1989年（平成元年）10月23日 - 吉野郵便局から集配業務の一部[1]と、土居郵便局から集配業務の全部を移管。
- 2007年（平成19年）10月1日 - 民営化に伴い、併設された郵便事業津山支店作東集配センターに一部業務を移管。
- 2012年（平成24年）10月1日 - 日本郵便株式会社発足に伴い、郵便事業津山支店大原集配センターを作東郵便局に統合。

## 取扱内容
- 郵便、印紙、ゆうパック、内容証明
- 貯金、為替、振替、振込、国際送金、国債
- 生命保険、バイク自賠責保険
- ゆうちょ銀行ATM
- 地方公共団体事務（美作市戸籍の謄抄本、納税証明書、住民票の写し、戸籍の附票の写し、印鑑登録証明書の交付）
- 「709-42x」区域（美作市内の一部地域（旧作東町））の集配業務

## 周辺
- 美作市役所作東総合支所（旧・作東町役場）
- 美作市立江見小学校
- 美作市立作東中学校
- 国道179号
- 吉野川

## アクセス
- JR姫新線 美作江見駅から東へ約550m（徒歩約7分）
- 美作共同バス 大還橋停留所から東へ約170m（徒歩約2分）
- 中国自動車道 作東BSから南へ約400 - 450m（徒歩約6 - 7分）
- 中国自動車道 作東ICから西へ約3km
- 国道179号沿い
- 駐車場あり：5台